# Alchemilla sergii
Alchemilla sergii är en rosväxtart som beskrevs av Tikhomirov. Alchemilla sergii ingår i släktet daggkåpor, och familjen rosväxter. Inga underarter finns listade i Catalogue of Life.